# Broglie, Eure
Broglie là một xã trong vùng hành chính Normandie, thuộc tỉnh Eure, quận Bernay, tổng Broglie. Tọa độ địa lý của xã là 49° 00' vĩ độ bắc, 00° 31' kinh độ đông. Broglie nằm trên độ cao trung bình là 142 mét trên mực nước biển, có điểm thấp nhất là 132 mét và điểm cao nhất là 197 mét. Xã có diện tích 16,72 km², dân số vào thời điểm 1999 là 1105 người; mật độ dân số là 66 người/km².

## Thông tin nhân khẩu
| 1962  | 1968  | 1975  | 1982  | 1990  | 1999  |
| ----- | ----- | ----- | ----- | ----- | ----- |
| 1.045 | 1.051 | 1.132 | 1.126 | 1.168 | 1.105 |

## Nhân vật nổi tiếng
- Simon Arnauld de Pomponne
- Augustin Jean Fresnel (1788-1827), nhà vật lý học